# Pyroxsulam
Pyroxsulam (ISO-naam) is een herbicide voor de controle van een breed spectrum van grassen en eenjarige tweezaadlobbige onkruiden in de teelt van graangewassen.
Het is ontwikkeld door Dow AgroSciences en kwam in 2007 op de markt. Pyroxsulam behoort tot de sulfonamide-herbiciden. Het is een pyridine-sulfonamide met een triazool-pyrimidinegroep. Penoxsulam is een vergelijkbaar herbicide uit dezelfde groep, en wordt door hetzelfde octrooi beschreven als pyroxsulam. Deze herbiciden remmen het plantenenzym acetolactaat-synthase (ALS), wat de biosynthese van essentiële aminozuren in de planten verhindert. Het effect op de graangewassen wordt uitgeschakeld door een safener, cloquintocet-mexyl, aan de formulatie toe te voegen.

## Regelgeving
Pyroxsulam werd voor het eerst geregistreerd in Chili in november 2007. In februari 2008 volgde een voorlopige registratie in de Verenigde Staten.
Het onderzoek van het aanvraagdossier voor pyroxsulam in de Europese Unie is in 2009 nog lopende. Op 20 april 2007 besliste de Europese Commissie dat het aanvraagdossier volledig was en dat het grondig onderzoek ervan kon plaatsvinden. In afwachting van het resultaat hiervan mogen de lidstaten producten met pyroxsulam voorlopig erkennen. In België zijn Capri (pyroxsulam) en Capri Twin (pyroxsulam+florasulam) erkend voor gebruik bij wintertarwe, winterrogge, triticale en spelt.

## Toxicologie en veiligheid
Pyroxsulam heeft een lage tot matige acute toxiciteit. Het is een stof die een allergische huidreactie kan veroorzaken. Het wordt niet beschouwd als carcinogeen. De acute toxiciteit voor vogels, vissen, ongewervelde waterdieren en bijen is ook laag. Het is wel giftig voor waterplanten. De stof hydrolyseert niet in water bij normale pH-waarden.